# M'en fous la mort
M'en fous la mort est le deuxième roman de Christophe Donner, publié aux éditions Mazarine en 1986.
Ce roman décrit une France soumise au chaos sous la dictature du père du narrateur.
Écrit avec une certaine fulgurance, il est un cri contre l'ordre établi, les codes et les figures imposées dans le système éducatif, les difficultés de l'adolescence et le rapport aux parents, la découverte de la sexualité et de l'amour. Donnant parfois l'impression d'être écrit en apnée, le pseudo d'alors de l'auteur, Chris Donner (pour "Crise de nerfs"), prend tout son sens.
Des thèmes chers à l'auteur sont ici développés, comme les orphelins, les pères de substitution, la folie, très présente dans le roman, mais aussi des thèmes sulfureux, comme l'homosexualité, la prostitution et la nécrophilie.

## L'histoire
Julien Karouge souffre de mélancolie. Il a été séparé de son ami Ismaël et ne s'en remet pas. Parallèlement, son père, industriel de la boucherie, très charismatique, prend le pouvoir et installe progressivement une dictature. Très vite, le chaos est partout.

## Les personnages
- Julien : étudiant à l'école militaire, il souffre de mélancolie et se gave de pilules. Son père ayant pris le pouvoir, il deviendra "Premier jeune homme de France". Prenant la tête de la résistance à l'envahisseur, il développe des forces spéciales composées d'orphelins et fait régner la terreur et l'anarchie dans les faubourgs.
- Sonia, la mère de Julien.
- Pierre, le père de Julien : Dès sa prise de pouvoir, il obtient les pleins pouvoirs et instaure une dictature sanguinaire. Mais il souffre très vite de fortes migraines invalidantes qui l'empêchent d'exercer correctement le pouvoir au profit de ses conseillers, et de son fils.
- Ismaël, l'ami de Julien : enfant balloté par ses parents, souffrant de nombreuses pathologies et notamment de maladies de la peau, il est adopté par Pierre Karouge et finit par sauver la situation, en devenant général et en repoussant les armées ennemies. On peut voir dans ce personnage certains traits de l'auteur.
- Xavier "Xav" : orphelin, ami et amant de Julien, il devient son second dans la constitution des forces spéciales de la jeunesse. Nécrophile avéré, il mourra au combat et sera le martyr de Julien.
- Sylvie : fille de diplomate, elle devient la maîtresse de Julien puis sa femme. Elle finira dans le lit d'Ismaël.
- Camille Lapostole : médecin de la famille Karouge, il devient rapidement un conseiller occulte du pouvoir et sera propulsé ministre de la propagande sous la dictature. De mœurs douteuses, s'entourant de jeunes gens souvent orphelins, il jouit d'une forte emprise sur Sonia, la mère de Julien.